# مركز كانو لأمراض الكلى

## مركز أحمد علي كانو لأمراض و غسيل الكلى
يقع هذا المركز في حرم مستشفى الدمام المركزي بالدمام
تم افتتاح المركز عام 2001 بسعة 68 جهاز لغسيل الكلى ويتسع لـ 300 مريض